# Nappeun nyeoseokdeul
Nappeun nyeoseokdeul (나쁜 녀석들?; lett. "Cattivi ragazzi"), anche nota con il titolo internazionale Bad Guys, è una serie televisiva sudcoreana trasmessa su OCN dal 4 ottobre al 13 dicembre 2014.
Uno spin-off, Nappeun nyeoseokdeul: Ag-ui dosi, è andato in onda su OCN tra il 2017 e il 2018, mentre un remake, Bad Guys, è stato lanciato nelle Filippine nel 2025.

## Trama
Dopo l'omicidio della figlia, il detective Oh Gu-tak è diventato un uomo spietato e moralmente ambiguo che colleziona una sospensione dopo l'altra per eccesso di forza nel catturare i criminali. Quando il suo ex capo gli chiede di cercare il serial killer che ha ucciso suo figlio, anch'egli un detective, Gu-tak ha l'idea di formare una squadra di detenuti per risolvere il caso. Le sue scelte sono Lee Jung-moon, il membro più giovane del Mensa, un serial killer psicopatico dalla mente geniale; Park Woong-cheol, un boss mafioso che ha raggiunto le vette del potere in meno di un mese, e Jung Tae-soo, un cecchino mercenario e infallibile che un giorno ha deciso improvvisamente di costituirsi. In cambio della loro collaborazione con la polizia, il trio riceve uno sconto di pena di cinque anni ciascuno.

## Personaggi e interpreti
- Oh Gu-tak, interpretato da Kim Sang-joong
- Park Woong-cheol, interpretato da Ma Dong-seok
- Lee Jung-moon, interpretato da Park Hae-jin
- Jung Tae-soo, interpretato da Jo Dong-hyuk